# Жихово
Жихово (укр. Жихове) — село, Жиховский сельский совет, Середино-Будский район, Сумская область, Украина.
Код КОАТУУ — 5924481301. Население по переписи 2001 года составляло 626 человек.
Является административным центром Жиховского сельского совета, в который, кроме того, входят сёла Гутко-Ожинка, Красичка, Новая Спарта и Рудня.

## Географическое положение
Село Жихово находится на левом берегу реки Свига, выше по течению на расстоянии в 6 км расположено село Луг, ниже по течению на расстоянии в 3,5 км расположено село Рудня, на противоположном берегу — село Гутко-Ожинка. На реке большая запруда.

## История
По утверждению Александра Матвеевича Лазаревского, Жихово было поселено в первой половине XVII века. Во время польского правления оно входило в состав землянских владений Новгород-Северского повета и какое-то время находилось во владении Станислава Драгомира, который, по предположению А. М. Лазаревского, и был основателем Жихово. Однако подтверждений этому мы не нашли.
После освобождения Украины от поляков Станислав Драгомир добровольно уступил Жихово Черниговской епископии, находившейся на территории Спасо-Преображенского Новгород-Северского монастыря, а гетман Юрий Хмельницкий закрепил его за ней своим универсалом от 21 января 1660 года.
6 августа 1673 года архиепископ черниговский, новгородский и всего севера Лазарь Баранович разделил владения Черниговской архиепископии и выделил село Жихово Новгород-Северскому Спасо-Преображенскому монастырю, а гетман Иван Самойлович закрепил его за ним своим универсалом от 21 августа 1673 года.
Однако часть жиховских крестьян этому воспротивилась и, отказавшись подчиняться новому собственнику, записалась в казаки. В ответ на это руководство монастыря подало жалобу Ивану Самойловичу, который признал действия крестьян незаконными и 7 октября 1673 года обязал «новозаписанных казаков» отдавать монастырю «обычную повинность и надлежащее послушание». Жиховские казаки не подчинились указанному распоряжению, и гетман Мазепа 28 ноября 1688 года вынужден был издать новый универсал, которым обязал не только «новозаписанных казаков», но и тех, которые сами или их предки казацких вольностей не заработали, возвратиться в крестьянство.
Но и его требования жиховские казаки проигнорировали. Они настойчиво добивались своих прав и вынудили Ивана Скоропадского определить в 1711 году в селе Жихово и других монастырских сёлах несколько десятков казаков, «которых деды, отцы и сами они служили козацко». Считая такое решение незаконным, руководство Спасо-Преображенского монастыря отказалось от его исполнения, и «когда жиховские казаки пришли с походу полтавского, тогда чернцы новгородские в подданство их себе насильно привернули».
В ответ на это казаки подали жалобу в Малороссийскую коллегию, которая 16 апреля 1723 года признала действия монахов незаконными и перевела одну часть жиховских крестьян в казаки, а другую оставила в крестьянстве. После этого монахи начали притеснять казаков. По этой причине между ними вспыхнул конфликт, который вылился в 1730 году в масштабную потасовку.
Узнав, что ямпольский сотник Оболенский «вписывает подданных монастырских до своей сотни в компут казацкий», наместник Спасо-Преображенского монастыря и иеромонах Герасим отправились по сёлам Дмитровской волости, чтобы воспрепятствовать этому. Однако когда они доехали до села Жихово, их, по словам архимандрита Нила, «постигла полная неудача. Те жиховцы, подданные монастырские, ещё не видевши в селе отца наместника и ни одного слова, злого или доброго, от него не слышавши, а уже приготовились к драке». Они начали с того, что «посланному по войта и по громаду парубку лоб разбили. Когда же после этого наместник велел взять и связать двоих из них и увезти с собою, то всё множество противников, догнавши отца наместника возле церкви с кольями и копьями, начали его и бывших при нём бить нещадно и прибили бы его на том же месте в смерть, если бы не будка крепкая защитила и кони не понесли». Но и быстрота лошадей не спасла наместника от жиховцев. «В другом месте села другие бунтовщики переняли его и били его, отца, наместника, убегающего, а потом гнались вслед за ним и на полпути ко дворцу дмитровскому настигли и мало не до смерти, як сноп молотя, прибили, и завернули с собою в село», а затем «при множестве разбойников» отправили в Ямполь к сотнику, а от него под конвоем в Глухов.
Жиховские казаки в своей жалобе к гетману Апостолу описывали конфликтную ситуацию иначе: «Чернцы новгородские, как и прежде за козацство наше смертным боем бивали, от какого некоторые и померли, и все наши пожитки разворовали, так и теперь вышеупомянутые чернцы, услышав, что, як деды и отцы наши в разных походах службу казачью его императорскому величеству отбывали, и мы похотели так же её императорскому величеству служить, напали ночью, иных повязавши казаков, били без пощады, отправили в монастырь новгородский в тюрьму, а коней, скот рогатый, овец, свиней со всем приплодом до монастыря своего отобрали».
Своими действиями монахи вынудили большинство жиховских крестьян возвратиться в их подданство. Однако не сразу. Некоторые из них ещё долго противились переходу под монастырскую власть, в связи с чем архимандрит монастыря Нил вынужден был 22 июля 1730 года жаловаться на них гетману Даниилу Апостолу: «И доныне дворов несколько жиховских осталось непокорённых, а взять их и представить суду нельзя, понеже вооруженные косами кроются днём в пуще, а в ночи, пришедши в село, возмущают смирившихся людей».
В 1733 году Жихово было отобрано у Спасо-Преображенского монастыря и по решению генерального суда передано графу Гавриилу Ивановичу Головкину в счёт возмещения ущерба в сумме 1600 руб., причинённого ему монастырским управляющим, незаконно захватившим имущество его крестьян167. Об этом 12 июня 1733 года генеральный хорунжий Николай Ханенко лично объявил жителям Жихова168. Однако после того, как виновников наказали, граф Г. И. Головкин смягчился и возвратил монастырю отобранное у него село.
По ревизии 1723 года Спасо-Преображенский монастырь владел в Жихово 19 дворами и 20 хатами, а на момент описания Новгород-Северского наместничества 1779—1781 гг. — 46 дворами, 75 хатами и 7 бездворными хатами. В указанное время в селе проживало 132 обывателя со своими семьями, которые занимались выращиванием конопли и других сельскохозяйственных культур. Коноплю они поставляли в монастырскую экономию, а из семян делали масло, которое продавали в Глухове и Новгороде-Северском.
В 1786 году на основании именного указа Екатерины ІІ от 10 апреля 1786 года «О штатах Киевской, Черниговской и Новгород-Северской епархий» Жихово было изъято у Спасо-Преображенского монастыря и передано в казённое ведомство.
С указанного времени оно находилось в ведении казны, а его жители имели статус государственных крестьян и платили денежный налог государству.
В пореформенное время в селе работали 2 постоялых двора, 13 ветряных мельниц, 1 крупорушка, 1 магазин по продаже промышленных и продовольственных товаров Залмана Еселева и ряд других небольших торговых и промышленных предприятий.
Во время первой русской революции 1905 года значительных крестьянских выступлений в Жихово не было. Несмотря на это, власть содержала в селе конный отряд жандармов во главе со становым приставом.
Издавна в Жихово действовал Михайловский храм деревянной постройки, который был возведён в 1728 году. В 1768 году при нём функционировала небольшая церковно-приходская школа, в которой преподавал дьяк. К середине XIX века Михайловской храм обветшал, и в 1858 году на его месте был возведён новый кирпичный храм, который был освящён в 1859 году.
По высочайше утверждённому расписанию приходов и причтов Черниговской епархии от 17 января 1876 года, Михайловский храм входил в состав Олтаро-Рудновско-Жиховского прихода, настоятелем которого в 1879 году был священник Покровской церкви села Олтаря Василий Пиневич, а помощником настоятеля — священник Михайловской церкви села Жихово Василий Андриевский.
В разное время в храме служили Василий Андриевский (? — 1863—1879 — ?), Михаил Иванович Одринский (? — 1899—1901 — ?) и другие священники.
До революции в Жихово работало несколько учебных заведений. В октябре 1860 года в селе была открыта церковно-приходская школа, в которой в 1860—1861 учебном году обучалось 27 мальчиков, в 1886 году — школа грамоты, в которой 1 января 1899 года училось 63 мальчика и 4 девочки, а в 1897 году — земская школа. Земская школа размещалась в общественном доме и содержалась за счёт средств Новгород-Северского земства в сумме 250 руб. и сельского общества в сумме 135 руб. В 1901 году в ней обучалось 44 мальчика и 6 девочек. Учительницей в школе работала Стефанида Ивановна Пустовойтова, а законоучителем священник Михаил Одринский.

## Известные уроженцы
- Кизя, Лука Егорович (1912—1974) — командир партизанского отряда (1943 по 1944), Постоянный представитель Украинской ССР при ООН (1961—1964).
- Титенко, Андрей Лаврентьевич (1918—2022) — Герой Советского Союза.

В Жихово родился русский писатель, поэт и литературный критик Виктор Александрович Крещик (Зернов) (3.08.1937).

## Экономика
- Молочно-товарная ферма.
- ООО «им. Ульянова».

## Объекты социальной сферы
- Школа.